# Stigmachrysa elegans
Stigmachrysa elegans is een insect uit de familie van de gaasvliegen (Chrysopidae), die tot de orde netvleugeligen (Neuroptera) behoort. 
Stigmachrysa elegans is voor het eerst wetenschappelijk beschreven door Esben-Petersen in 1933.